# Krzyż z ośmioma scenami z Pasji
Krzyż z ośmioma scenami z Pasji, także Krzyż nr 434 – średniowieczna ikona w kształcie krzyża, powstała w XIII wieku, znajdująca się w zbiorach florenckiej Galerii Uffizi.

## Historia
Twórcą ikony był anonimowy mistrz florencki, nazywany w literaturze przedmiotowej Mistrzem od krzyża nr 434 (wł. Maestro della Croce 434). Ikona powstała między 1240 a 1250, niektórzy historycy przesuwają górną granicę na rok 1270. Zauważalne są wpływy szkół w Pizie i Lukce, dominujących w XIII wieku na terenie północnej Italii. Próbowano identyfikować twórcę krzyża z jedynym znanym z imienia malarzem z tego okresu – Coppo di Marcovaldo. Za taką atrybucją opowiedzieli się historycy sztuki Luciano Bellosi (1936–2011) i Miklós Boskovits (1935–2011). Pierwotne przeznaczenie malowidła pozostaje nieznane. W latach 1962–1965 przeprowadzono prace konserwatorskie, polegające m.in. na usunięciu osadu oraz późniejszych podmalowań.
Ikona była prezentowana na specjalistycznych wystawach w latach: 1965 (Rzym), 1966 (Florencja), 1972 (Florencja), 2009–2010 (Rzym, Il Potere e la Grazia. I Santi Patroni d’Europa).

## Opis i styl
Ikona jest typem krzyża z wyobrażeniem Chrystusa ukrzyżowanego (łac. Christus patiens). Taki sposób przedstawiania Zbawiciela utrwalił się w ikonografii chrześcijańskiej na Zachodzie pod wpływem kaznodziejstwa franciszkańskiego, zastępując wcześniejsze wizerunki Chrystusa tryumfującego nad śmiercią (łac. Christus triumphans), których początków należy szukać w orbicie sztuki bizantyjskiej.
Ukrzyżowany, z głową otoczoną rzeźbioną aureolą z zarysem krzyża, zdaje się być lekko zwróconym w lewą stronę, patrząc z perspektywy obserwatora. Oblicze Jezusa wyraża uczucie skrajnego cierpienia. Muskulatura ciała została zarysowana przy użyciu półcieni. Biodra wiszącego okala bladoniebieska przepaska. Pod ramionami krzyża artysta umieścił osiem scen z Pasji i Zmartwychwstania (po cztery z każdej strony) znanych z opisów ewangelicznych:
- Sąd Piłata
- Wyszydzenie
- Ubiczowanie
- Droga na Kalwarię
- Zdjęcie z krzyża
- Pogrzeb Jezusa
- Niewiasty u grobu
- Wieczerza w Emaus